# 保大帝
保大帝（越南语：／，1913年10月22日—1997年7月30日），名阮福永瑞（越南语：／），原名阮福永𪇘（越南语：／），啟定元年（1916年）改名阮福永瑞，在位期間名阮福晪（越南语：／），是越南歷史上最後一個王朝阮朝第13任、也是末代皇帝，1926年至1945年在位。年號保大。其一生經歷深受時代政治格局變遷的影響，在位二十年間沒有多大的政治實權。
啟定十年（1925年），啟定帝逝世後，繼位為“大南皇帝”。保大二十年（1945年），佔領著法屬印度支那的日本軍隊發動三九政變推翻殖民政府之後，宣佈越南脫離法國獨立，改國號為越南帝國，稱“越南皇帝”。不久，日本戰敗投降，胡志明所領導的越盟發動八月革命，要求保大帝退位。根據斯坦利·卡诺的《越南：一段历史》（Vietnam - A History），保大帝自愿将象徵天子地位的国玺和宝剑交給越盟代表，从而将权力和平地移交给胡志明，讓越盟和胡志明获得领导國家的合法性，這是他們當時所急需的認可；没有保大帝的谦让，越盟和胡志明并不一定有足够的力量短時間內统领越南。
不過，保大的政治生涯並未結束。他在1949年回到西貢（今胡志明市），成為越南国的臨時国家元首，控制越南南方。1955年，在首相吳廷琰私下操縱的公民投票中，越南的君主制被廢除，保大隨後流亡法國直至逝世。

## 早期生活
維新七年九月二十三日（1913年10月22日），28歲的奉化公阮福宝嶹的府妾黃氏菊在順化皇城誕下兩人的獨生子阮福永𪇘。1916年，法国殖民政府扶持阮福宝嶹继位成为大南皇帝，更名为阮福晙，即啟定帝。黃氏菊後來在1933年被尊為端徽皇太后。
越南全境被分为三部分：安南保护国（中圻）、东京保护国（北圻）和交趾支那殖民地（南圻），并与法国其它中南半島保护国（老挝、柬埔寨）组成法属印度支那联邦。阮朝继续在名义上统治安南和東京。
啟定七年四月初二日（1922年5月15日），9歲的阮福永瑞受封為「東宮皇太子」，随后被送往法国，在巴黎孔多塞高級中學和巴黎政治学院接受教育，前中圻欽使让·弗朗索瓦·欧仁·夏尔（Jean François Eugène Charles）负责照料其生活。

## 青年皇帝

保大帝的個人旗幟

1925年11月6日，阮福永瑞的父皇啟定帝去世。1926年1月8日，12歲的阮福永瑞在順化紫禁城登基，成為大南皇帝，改名阮福晪，年號“保大”，生日被尊為萬壽節。随后，他又回到法国继续完成学业。保大帝在法期间，辅政亲臣尊室訢代行皇帝职责，吏部尚书阮有排执掌順化的朝廷。当时，安南政府受到法国殖民政权的支配，是法属印度支那的一部分，因而保大帝长期被作为法国殖民政权傀儡的象徵。
1931年，保大帝年满18岁，順化朝廷催促法國把他送回越南，但是法国人认为越南国内形势不够稳定，最少还要在法国继续留学2年。当时，许多越南人对保大帝回国抱有许多期望，预计将会发生自由化的政治改革。法國殖民地部部長保罗·雷诺亦进行大力宣传，声称“在保大帝返越後，你們的國家將會經歷一場歷史上輝煌燦爛的年代”（1931年）。
1932年9月6日，19歲的保大帝返回越南。9月10日，保大帝开始亲政。年轻的保大帝怀有改革的远大抱負，希望越南能够像日本一样实现独立富强。在几个月之内，保大帝迅速地進行了一些改革，包括放棄如三跪九叩之類的繁瑣舊習。1933年5月2日，保大帝事先得到了法屬印度支那總督皮埃爾·帕基耶（博稽）的首肯，改組內閣，將機密院大臣阮有排、武濂、尊室檀、范燎、王賜大等降職，同時改設內閣，提陞范瓊、吳廷琰、裴鵬摶、蔡文瓚、胡得愷等一批能幹的年輕官員進入內閣。在朝廷內，保大帝的这次人事变动不仅得到了希望增强他权力的保皇派的支持，同时亦得到了不愿维持现状、希望进行变革的激進派的支持。
不过，保大帝的改革很快就遇到了挫折。2个月之后，吏部尚書吳廷琰突然辭職，使得政府的運作癱瘓。在保大帝的回憶錄中，他说到吳廷琰不滿于法國人明目張膽的殖民者的态度（法國人的資料上则称吳廷琰不满于只擔任尚书的職位）。1934年，法屬印度支那總督皮埃爾·帕基耶（博稽）因飛機意外身亡，也使得保大帝失去了一位熱心支持他改革的人物。1939年保大帝向法屬印度支那總督喬治斯·卡特魯和讓德句所提的改革方案均被束之高阁。这时，保大帝发现自己并无多少实权，失去了全權殖民部長官的首肯，越南的改革趋于停滞，于是他自己对改革也开始感到失望。

## 越南帝国成立
在第二次世界大战期间的1940年6月，法国被德國打敗，簽署第二次貢比涅停戰協定。日本乘机向维希法国的贝当政府提出要求，法属印度支那不得继续允许中华民国利用滇越铁路运送进口物资，并且派遣日本军队到越南，封锁中越边境。不过，日军并未驱逐法国的殖民统治，也允诺不去打扰保大帝在顺化的皇宫。1942年維希法國被日本的盟國德國和義大利解散。但是到1944年，貝當被德軍逮捕，維希政府滅亡，7月美英盟军解放巴黎之后，新成立的戴高乐法國政府在盟軍佔領区下重新建立，于是日本军队在1945年3月9日夜发动三九政变，推翻法國在印度支那的政權。1945年3月11日（保大二十年农历正月廿七日）上午，日本大使橫山（Yokoyama）前往順化，在太和殿觐见保大，以“亚洲归亚洲人”鼓动保大帝，于是在当天下午，保大帝就召集六部尚书和王公亲贵，发布《独立宣言》，宣布废除越南与法国1884年签订的《第二次顺化条约》，脱离法国保护，宣告越南成立独立自主的国家，并加入以日本为首的“大东亚共荣圈”，决定与日本政府合作。
不过，仅仅过了数日，3月19日，负责撰写《独立宣言》的尚书范瓊由于有亲法倾向，在日本人的壓力下，保大帝被迫将其革除。幾週後，范瓊被越盟抓捕并杀害。保大帝这时希望寓居西貢的前尚書吳廷琰重新出山执政，但日本人的答复是无法找到吳廷琰。為填補國家的政治真空，4月，侨居新加坡的陳仲金教授返回越南，出任内阁首相，成立了一个亲日的政府，也是第一个按照现代模式组织的越南政府（不过没有军队和警察）。同时，日本人又暗中支持觊觎皇位的阮朝宗室強㭽（嘉隆帝直系后裔），等候一旦需要排除保大帝，就让他取得政权。
1945年初，由于自然灾害和日本军队强徵粮食、法国殖民当局过度推广经济作物等多种原因，越南北部人口密集的红河三角洲地区发生严重的饥荒，估计有40万-200万人死于饥饿。

## 退位
1945年8月15日，日本向盟军投降，亲日的越南帝國岌岌可危。8月16日，內閣總長陈仲金号召越南人民保卫自3月9日取得的“独立”地位。保大帝通过外交部长，向美、英、苏、中等国领导人提议承认“越南独立”，但未获回应。
8月19日，胡志明领导的越盟在河內奪取政權，成立越南民族解放委员会，由越盟成员担任要职。随后，越盟快速接管了越南帝国的地方政权。8月22日，保大帝在与皇从弟阮福永𧯢商讨局势后，决定退位，并电函河内的越盟，希望派人来讨论退位之事。8月23日，越盟電函順化，派遣陈辉燎等人前往顺化。这时，日本大使橫山建议保大帝使用日本的軍力，可以轻而易举地殲滅越盟，但是保大帝不愿意利用外來力量来屠杀越南人，拒絕了橫山的建議。8月25日，下詔宣佈退位。8月30日下午7点（东九区时间），保大帝在順化皇宮的午門前举行了退位仪式，将象征权力的国玺和宝剑交给越盟代表陳輝燎、阮良朋和瞿輝瑾，他宣稱：“願為獨立國之民，不作奴隶帝王”。保大帝放弃了君主身份和姓名阮福晪，改用原名阮福永瑞。2天以后的9月2日，越南民主共和國在河内成立，保大成为越南民主共和国的“首位公民”。保大帝退位后携家眷迁居至顺化安定宫。

## 加入越南民主共和国
按照波茨坦协定，越南南部的日軍向英國軍隊投降，北部的日军向中华民国军队投降。英国军队协助法国人重返越南南部，并逐渐向北推进；卢汉将军率领的中华民国军队也进入越南北部。四面受敌的胡志明政府被迫让步，11月10日，宣布保大为越南民主共和国的“最高顾问”。11月11日，又宣佈解散印度支那共產黨，在1946年1月6日舉行全國國會選舉，成立臨時聯合政府，保大当选越南国会代表。

## 流亡香港
1946年3月16日，保大跟随越南民主共和国访问团出访中国重庆。保大到达重庆并未随访问团回国，而是先后前往昆明和英屬香港，并最终在香港浅水湾寓所（即淺水灣道4號）过起流亡生活。
在保大流亡香港期间，越南的各派系以及留在越南的法国人之间，开始了复杂的武装冲突。法国人希望保大出面组建新的越南政府，以取代胡志明领导的越南民主共和国。南圻自治共和国总理阮文春曾多次飞到香港觐见保大，并和保大商讨政治局势。

## 越南国长
1948年4月24日，阮文春和陈文友飞往香港，向保大报告准备成立越南临时中央政府的消息。5月15日，保大电函阮文春，同意成立越南临时中央政府，但希望能明确越南和法国关系的定位，以及未来的国体。5月27日，阮文春成立越南临时中央政府，并将内阁成员名单报请保大批准。6月5日，保大返回越南，在下龙湾和法国高级专员波拉埃签署了同意在法兰西联邦内建立自治政府、实现越南国家统一的《下龙湾协定》。后又前往法国，继续与法国政府谈判。
1949年3月8日，保大和法国总统樊尚·奥里奥尔签署协议，保大在法兰西联邦内建立自治政府，法国不再阻碍南圻并入越南。4月27日，保大回到越南西贡。5月22日，南圻正式并入越南。
6月14日，保大成为越南國臨時政府的国家元首，同时希望获得“皇帝”称号。6月20日，阮文清总理辞职，保大兼任总理一职。7月1日，越南国临时政府正式成立，保大被授予“国长”称号。越南国政权得到美国、英国、中華民國和联合国的承认。而胡志明在越南北部建立的越南民主共和国政权则获得新成立的中华人民共和国和苏联的外交承认。
法国与越盟的战争继续进行，直到1954年，越盟在奠边府战役中取得重大胜利后，法国与越盟之间达成和平，称为《日内瓦协定》，结束战争，确认以北纬17度线为界，将越南分为南北两部分。法军撤离越南后，保大仍然保持越南国国长的身份，他任命天主教徒、民族主义者吴廷琰担任总理。
1955年10月26日，吴廷琰组织了公民投票，结果有98%的人支持废除保大的皇位（其结果准确性受到质疑），于是成立越南共和国，废除保大的皇位。吴廷琰控制南部，并设法得到美国政府的支持。

## 第二次流亡生活

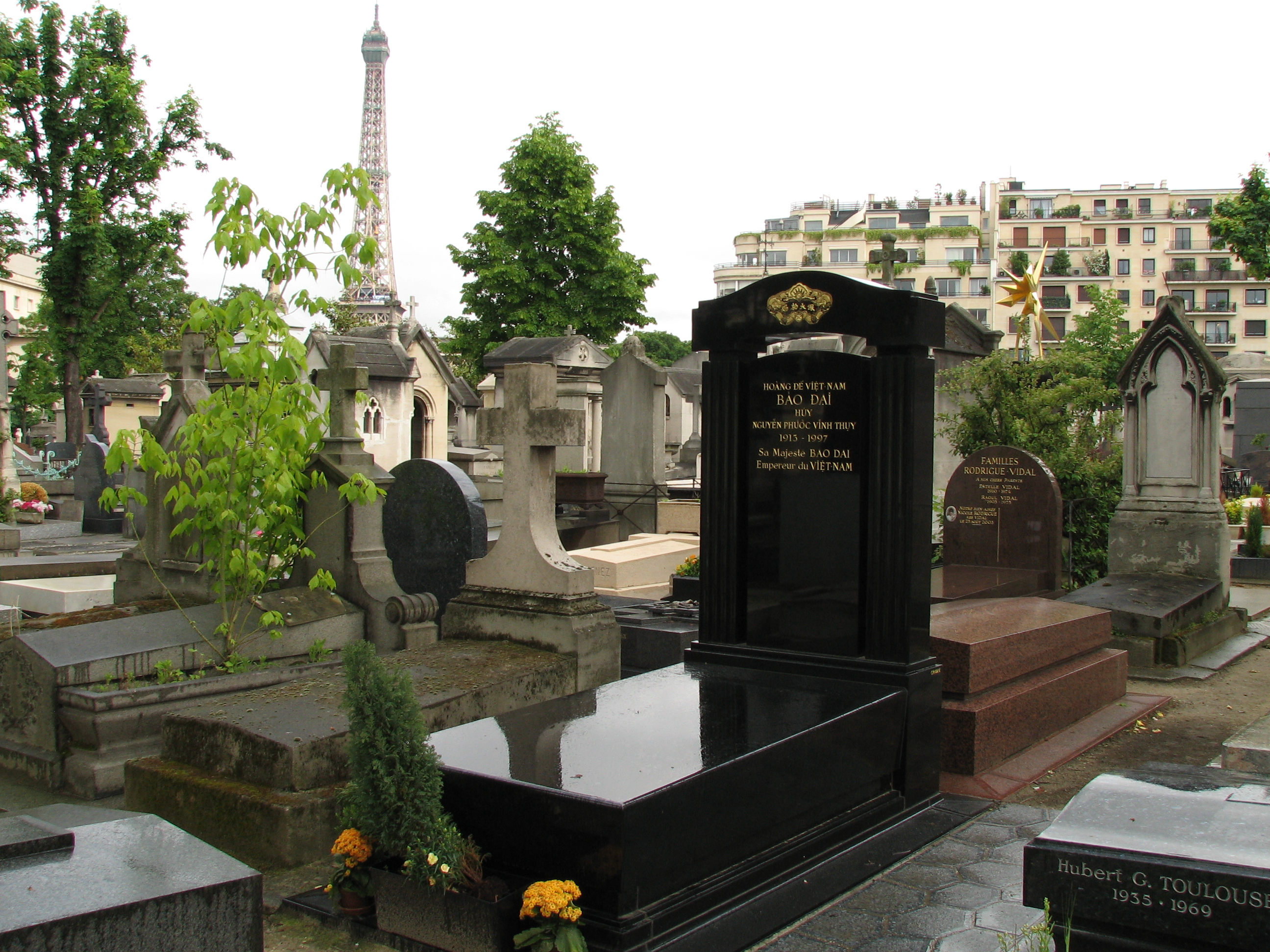
保大之墓

1955年，保大再一次流亡海外，他选择在法国巴黎度过余生，此后对越南的事务甚少發表意見，仅有极少的几次例外。例如在1972年，保大皇帝在流亡期间发表公开声明，呼吁越南人民进行民族和解：“是结束这场兄弟相残的战争，恢复最终的和平与和谐的时候了”。当时，越南民主共和国政府鉴于保大仍然在广治省、承天顺化省以及越南的古都顺化市仍有不少支持者，于是派遣代表前往法国，邀請保大加入越南重新统一後的联合政府，以便在相關地区發揮影響力。由于这些会谈的结果，保大公开声明反对美軍派驻至南越领土，还批评南越总统阮文绍的政权，呼吁所有政治派别成立一个自由、中立、爱好和平的政府，以解除这个国家的紧张局势。
1982年，保大和妻子泰芳皇后以及其他前越南皇族成员访问美国。他的行程包括视察佛教寺院，以及加利福尼亚州和得克萨斯州的美国越南裔社团。保大皇帝在美国时，也听取流亡海外的美国越南裔社团的舆论，希望能够找到一条民族和解的道路。1988年，保大在巴黎皈依罗马天主教，圣名Jean-Robert。
1997年7月30日，保大在法国巴黎的圣宠谷军医院去世，埋葬在帕西公墓。没有庙号、谥号、陵号。
在他去世以后，他的长子太子阮福保隆继承了阮朝首领的位置。

## 家族成員

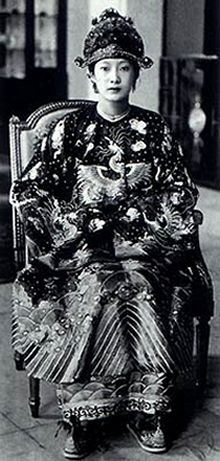
南芳皇后

| \| \| \| \| \| \| \| \| \| \| \| \| \| \| \| \| \| \| \| \| 祖父：景宗純皇帝阮福昪 \| \| \| \| \| \| \| \| \| \| \| \| \| \| \| \| \| \| \| \| \| \| \| \| \| \| \| \| \| \| \| \| \| \| \| \| \| \| \| \| \| \| \| \| \| \| \| \| \| \| \| \| \| \| 父：弘宗宣皇帝阮福晙 \| \| \| \| \| \| \| \| \| \| \| \| \| \| \| \| \| \| \| \| \| \| \| \| \| \| \| \| \| \| \| \| \| \| \| \| \| \| \| \| \| \| \| \| \| \| \| \| \| \| \| \| \| \| 祖母：佑天純皇后楊氏熟 \| \| \| \| \| \| \| \| \| \| \| \| \| \| \| \| \| \| \| \| \| \| \| \| \| \| \| \| \| \| \| \| \| \| \| \| \| \| \| \| \| \| \| \| \| \| \| \| \| \| \| \| \| \| 保大帝阮福晪 \| \| \| \| \| \| \| \| \| \| \| \| \| \| \| \| \| \| \| \| \| \| \| \| \| \| \| \| \| \| \| \| \| \| \| \| \| \| \| \| \| \| \| \| \| \| \| \| \| \| \| \| \| \| 外祖父：宜國公黃文錫 \| \| \| \| \| \| \| \| \| \| \| \| \| \| \| \| \| \| \| \| \| \| \| \| \| \| \| \| \| \| \| \| \| \| \| \| \| \| \| \| \| \| \| \| \| \| \| \| \| \| \| \| \| \| 母：端徽皇太后黃氏菊 \| \| \| \| \| \| \| \| \| \| \| \| \| \| \| \| \| \| \| \| \| \| \| \| \| \| \| \| \| \| \| \| \| \| \| \| \| \| \| \| \| \| \| \| \| \| \| \| \| \| \| \| \| \| 外祖母：不詳 \| \| \| \| \| \| \| \| \| \| \| \| \| \| \| \| \| \| \| \| \| \| \| \| \| \| \| \| \| \| \| \| \| \| \| \| \| \| \| \| \| \| \| \| \| \| \| \| \| \| \| \| |                        |  |  |  |  |  |  |  |  |  |  |  |  |  |  |  |
| |                        |  |  |  |  |  |  |  |  |  |  |  |  |  |  |  |
| | 祖父：景宗純皇帝阮福昪 |  |  |  |  |  |  |  |  |  |  |  |  |  |  |  |
| |                        |  |  |  |  |  |  |  |  |  |  |  |  |  |  |  |
| |                        |  |  |  |  |  |  |  |  |  |  |  |  |  |  |  |
| | 父：弘宗宣皇帝阮福晙   |  |  |  |  |  |  |  |  |  |  |  |  |  |  |  |
| |                        |  |  |  |  |  |  |  |  |  |  |  |  |  |  |  |
| |                        |  |  |  |  |  |  |  |  |  |  |  |  |  |  |  |
| | 祖母：佑天純皇后楊氏熟 |  |  |  |  |  |  |  |  |  |  |  |  |  |  |  |
| |                        |  |  |  |  |  |  |  |  |  |  |  |  |  |  |  |
| |                        |  |  |  |  |  |  |  |  |  |  |  |  |  |  |  |
| | 保大帝阮福晪           |  |  |  |  |  |  |  |  |  |  |  |  |  |  |  |
| |                        |  |  |  |  |  |  |  |  |  |  |  |  |  |  |  |
| |                        |  |  |  |  |  |  |  |  |  |  |  |  |  |  |  |
| | 外祖父：宜國公黃文錫   |  |  |  |  |  |  |  |  |  |  |  |  |  |  |  |
| |                        |  |  |  |  |  |  |  |  |  |  |  |  |  |  |  |
| |                        |  |  |  |  |  |  |  |  |  |  |  |  |  |  |  |
| | 母：端徽皇太后黃氏菊   |  |  |  |  |  |  |  |  |  |  |  |  |  |  |  |
| |                        |  |  |  |  |  |  |  |  |  |  |  |  |  |  |  |
| |                        |  |  |  |  |  |  |  |  |  |  |  |  |  |  |  |
| | 外祖母：不詳           |  |  |  |  |  |  |  |  |  |  |  |  |  |  |  |
| |                        |  |  |  |  |  |  |  |  |  |  |  |  |  |  |  |
| |                        |  |  |  |  |  |  |  |  |  |  |  |  |  |  |  |

### 後宮
| 封號/諡號 | 姓名                   | 生卒年                        | 生平                                                                                               |
| --------- | ---------------------- | ----------------------------- | -------------------------------------------------------------------------------------------------- |
| 南芳皇后  | 阮有氏蘭               | 1913年11月14日－1963年9月15日 | 隆美郡公阮有豪之女。 與保大帝生有2子3女                                                            |
| 泰芳皇后  | 莫尼克·博多 （Monique Baudot）       | 1946年4月30日－2021年9月27日  | 法國人                                                                                             |
| 次妃      | 裴夢蝶                 | 1924年6月22日－2011年6月26日  | 保大二十年（1945年）嫁給保大帝，生有2子1女                                                         |
| 次妃      | 黎氏飛映               | 1925年6月24日－1986年12月15日 | 1949年經姐夫潘文教介紹與保大認識，生有1子1女                                                       |
| 情婦      | 李麗荷                 | 1920年－1998年                | 太平省人，河內舞女，保大十五年（1940年）與保大帝在河內相識                                         |
| 情婦      | 黃小蘭 （Jenny Woong） |                               | 香港舞女，中法混血，保大帝流亡香港時與她結識， 1949年，保大帝返回西貢後，將她接到越南生活，生有1女 |
| 情婦      | 維琪 （Vicky）              |                               | 法國舞女，與保大帝生有1女                                                                          |
| 情婦      | 克萊門特 （Clément）          |                               | 法國舞女                                                                                           |

### 子女
保大帝共有5子7女。
| 排行 | 封號/諡號  | 姓名          | 生卒年                        | 生母     | 生平                   |
| ---- | ---------- | ------------- | ----------------------------- | -------- | ---------------------- |
| 皇子 |            |               |                               |          |                        |
| 1    | 東宮皇太子 | 阮福保隆 （Bảo Long） | 1936年1月4日－2007年7月28日   | 南芳皇后 | 1939年3月7日受封皇太子 |
| 2    |            | 阮福保陞 （Bảo Thắng） | 1943年12月9日－2017年3月15日  | 南芳皇后 |                        |
| 3    |            | 阮福保恩 （Bảo Ân） | 1951年11月3日－               | 黎氏飛映 |                        |
| 4    |            | 阮福保隍 （Bảo Hoàng） | 1954年－1955年                | 裴夢蝶   | 早殤                   |
| 5    |            | 阮福保山 （Bảo Sơn） | 1957年－1987年                | 裴夢蝶   |                        |
| 皇女 |            |               |                               |          |                        |
| 1    | 公主       | 阮福芳梅 （Phương Mai） | 1937年8月1日— 2021年1月16日   | 南芳皇后 |                        |
| 2    | 公主       | 阮福芳蓮 （Phương Liên） | 1938年11月3日—                | 南芳皇后 |                        |
| 3    | 公主       | 阮福芳蓉 （Phương Dung） | 1942年2月5日—                 | 南芳皇后 |                        |
| 4    |            | 阮福芳草 （） | 1946年6月4日—                 | 裴夢蝶   | 定居在法国。           |
| 5    |            | 阮福芳明 （Phương Minh） | 1949年1月15日－2012年11月19日 | 黎氏飛映 |                        |
| 6    |            | 阮福芳安 （Phương An） | 1955年—                       | 黃小蘭   | 定居在美国夏威夷。     |
| 7    |            | 阮福芳慈 （Phương Từ） | 1955年—                       | 維琪     | 定居在法国。           |

## 評價
越南共產黨政府認為他是越奸，在他再次被法國扶為越南國元首後，胡志明在接受中國日報採訪時表示：“永瑞把法國侵略軍帶回越南，殺死更多同胞。永瑞致力於賣國，這是真的。法國殖民者陰謀在越南恢復奴隸制。永瑞是殖民主義者的心腹，是一個叛徒。越南法律雖然對迷途知返的人很寬容，但會嚴懲賣國的孤家寡人。越南人民決心打敗一切殖民陰謀，為真正的獨立和統一而奮鬥。”
保大帝和他的父親啟定帝一樣嗜賭，許多法國和越南學者將保大比作法國國王路易十六，因為兩者都是一擲千金的賭棍，而且都是導致王朝垮台的亡國之君。
流亡香港期間，保大沉迷於聲色，巴黎日報報導：“如果你想在香港見到他，你只需要在城裡逛十四家夜店，比在英國酒店找到他還容易。”

## 影視形象
保大皇帝在2004年被越南电视剧《皇廷晚钟》搬上了电视螢幕。 

## 語錄
- 1945年，日本负责顺化防卫的陆军上校告诉保大他必须采取措施保护皇宫的安全，防止越盟攻击，但是保大解散了卫队，声称“我不希望外国军队杀死我的人民。”[9]
- 他在1945年这样解释他的退位：“愿为独立国之民，不作奴隶帝王。”[9]
- 二战以后，法国试图打击胡志明的声望，获取美国的支持，成立包括保大在内的傀儡政府，他说：“所谓的保大方案只不过是一个法国方案。”[21]
- 1972年，保大皇帝在法国呼吁越南人民进行民族和解，说：“是时候结束这场兄弟相残的战争，恢复最终的和平与和谐了。”[14]

## 著作
- 《安南之龍》

## 外部連結
- Abdication of Emperor Bảo Đại（页面存档备份，存于）
- Emperor Bảo Đại and Princess Vĩnh Thụy visit Thiên-Lý Bửu-Tòa Cao Dai Temple（页面存档备份，存于） Dec. 2, 1982 at San Martin, California
- Emperor Bảo Đại and Princess Vĩnh Thụy meet supporters in France（页面存档备份，存于） (in French)
- （页面存档备份，存于）

保大夏宫图片
- （页面存档备份，存于）

| 保大          |                                                   |                        |
| 前任： 啟定帝 | 阮朝君主 大南國皇帝 1926年1月8日—1945年6月18日    | 脫離法國，建立越南帝國 |
| 新頭銜        | 阮朝君主 越南帝國皇帝 1945年6月18日—1945年8月30日 | 越南廢除君主制         |
| 新頭銜        | 越南國長 1949年6月14日—1955年10月26日             | 繼任： 吳廷琰          |
| 前任： 啟定帝 | 阮氏家族首領 1945年8月30日—1997年7月30日          | 繼任： 阮福保隆        |